# Günter Hermann
Günter Hermann (Rehburg, 5 december 1960) is een Duits voormalig voetballer en trainer die speelde als middenvelder. Zijn zoon Patrick Hermann, was ook voetballer en   is een trainer.

## Carrière
Hermann speelde voor een paar lokale jeugdploegen en speelde daarna voor TSV Loccum. In 1980 maakte hij zijn profdebuut voor Werder Bremen waar hij het grootste deel van zijn carrière speelde. Hij werd landskampioen in 1988 en 1993, veroverde de beker in 1991 en de Europacup II in 1992. Hierna speelde hij nog voor SG Wattenscheid, Hannover 96, Rotenburger SV en TSV Ottersberg.
Hij speelde twee interlands voor West-Duitsland en nam met de nationale ploeg deel aan het WK voetbal 1990 waar ze wereldkampioen werden.
Na zijn spelerscarrière werd hij trainer bij Osterholz-Scharmbeck waar hij van 2001 tot in 2014 trainer was. Daarnaast was hij ook bij zijn laatste clubs actief als speler-trainer. Van 2014 tot 2015 was hij trainer bij FC Oberneuland maar stopte als trainer om directeur spelersbeleid te worden. In 2017 viel hij even in als interim-trainer.

## Erelijst
- SV Werder Bremen
  - Landskampioen: 1988, 1993
  - DFB-Pokal: 1991
  - Europacup II: 1992
- West-Duitsland
  - WK voetbal:  WK voetbal 1990

1 Illgner ·
2 Reuter ·
3 Brehme ·
4 Kohler ·
5 Augenthaler ·
6 Buchwald ·
7 Littbarski ·
8 Häßler ·
9 Völler ·
10 Matthäus  ·
11 Mill ·
12 Aumann ·
13 Riedle ·
14 Berthold ·
15 Bein ·
16 Steiner ·
17 Möller ·
18 Klinsmann ·
19 Pflügler ·
20 Thon ·
21 Hermann ·
22 Köpke ·
Coach: Beckenbauer